# Občina Dornava
Občina Dornava je ena od občin v Republiki Sloveniji. Nahaja se v severovzhodni Sloveniji, na delu Ptujskega polja in delu Slovenskih goric. Hkrati pa je poimenovana kot dežela lükarjev, ker naj bi se tu pridelovalo veliko lüka (čebule). Praznik se praznuje v tistem času, ko čebula dozori.

## Naselja v občini
Bratislavci, Brezovci, Dornava, Lasigovci, Mezgovci ob Pesnici, Polenci, Polenšak, Prerad, Slomi, Strejaci, Strmec pri Polenšaku, Žamenci
Na ravninskem delu ležita naselji Dornava in Mezgovci, ki sta v času velike bivše občine Ptuj bili združeni v KS Dornava. Na območju Slovenskih goric pa so vasi bivše KS Polenšak: Bratislavci, Brezovci, Lasigovci ; Polenci, Polenšak, Slomi, Strejaci, Strmec pri Polenšaku in Žamenci.
Središče občine je v Dornavi, kjer živi več kot tretjina prebivalcev občine. V Dornavi stoji tudi najlepši baročni dvorec v Sloveniji.

## Šolstvo
V Dornavi deluje tudi devetletna osnovna šola, ki je nekoč tudi imela podružnično (štiri oddelčno) šolo na Polenšaku. V občini delujeta tudi dve zasebni glasbeni šoli, to sta glasbena šola NOCTURNO in glasbena šola Zlatka Munda.
Nekoč v dvorcu, danes pa v modernih novih prostorih deluje Zavod za varstvo in usposabljanje, dr. Marijana Borštnarja Dornava, ki je eden največjih zavodov za otroke in mladino z motnjami v telesnem in duševnem razvoju v Sloveniji.

## Župnije
V občini delujeta tudi dva župnijska urada in sicer v Dornavi in na Polenšaku, kjer je nekoč bila zelo znana romarska pot ob drugem biseru v občini, to je prelepi baročni cerkvi sv. Doroteje.

## Gospodarstvo
Območje občine Dornava je predvsem kmetijsko področje. Na ravninskem področju prevladuje poljedelstvo, v gričevnatem delu pa živinoreja.
Podjetništvo in obrt sta razviti predvsem v Dornavi in Mezgovcih. 

## Prireditve
V občini Dornava je tudi pet tradicionalnih prireditev. 
- Najstarejša, Praznik žetve ter razstava kruha in pogač je na Polenšaku, kjer jo vsako leto pripravi Turistično društvo Polenšak.
- V Žamencih PGD Žamenci pripravljajo Gobarski praznik.
- TED Lükari v Dornavi pripravlja vsakoletni Lükarski praznik.
- PGD Mezgovci ob Pesnici prirejajo prireditev od Paše do sira.
- V Dornavi se vsako leto odvija tudi Fašenk po Dornavsko.